# Râpa de Jos, Mureș
Râpa de Jos (în dialectul săsesc Raependerf, în germană Unter-Rübendorf, Nieder-Rependorf, în maghiară Alsórépa, Alsórépás, Répafalva) este un sat în comuna Vătava din județul Mureș, Transilvania, România.

## Vechea mănăstire
Aici s-a aflat mănăstirea numită „Branistye nuncupatum", zidită de Petrică Pintea și de
familia Iui.

## Monografii
- Tomșa, Mihai. Oglinda unui sat de la poalele Călimanilor- Râpa de Jos - Date monografice 1332-1975. Bistrița. Editura George Coșbuc. ISBN 978-8077-21-5

## Imagini

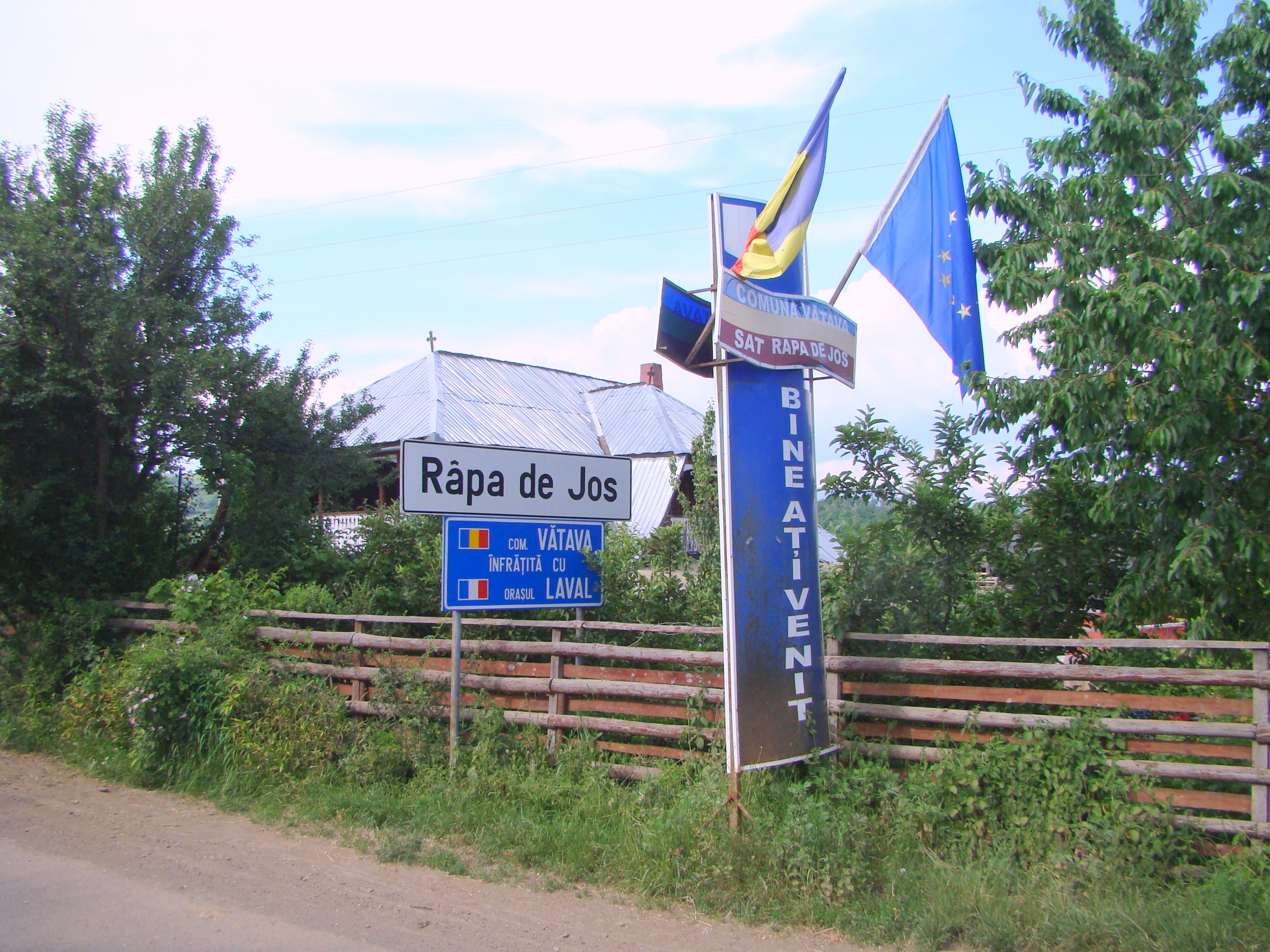
Intrarea în localitate
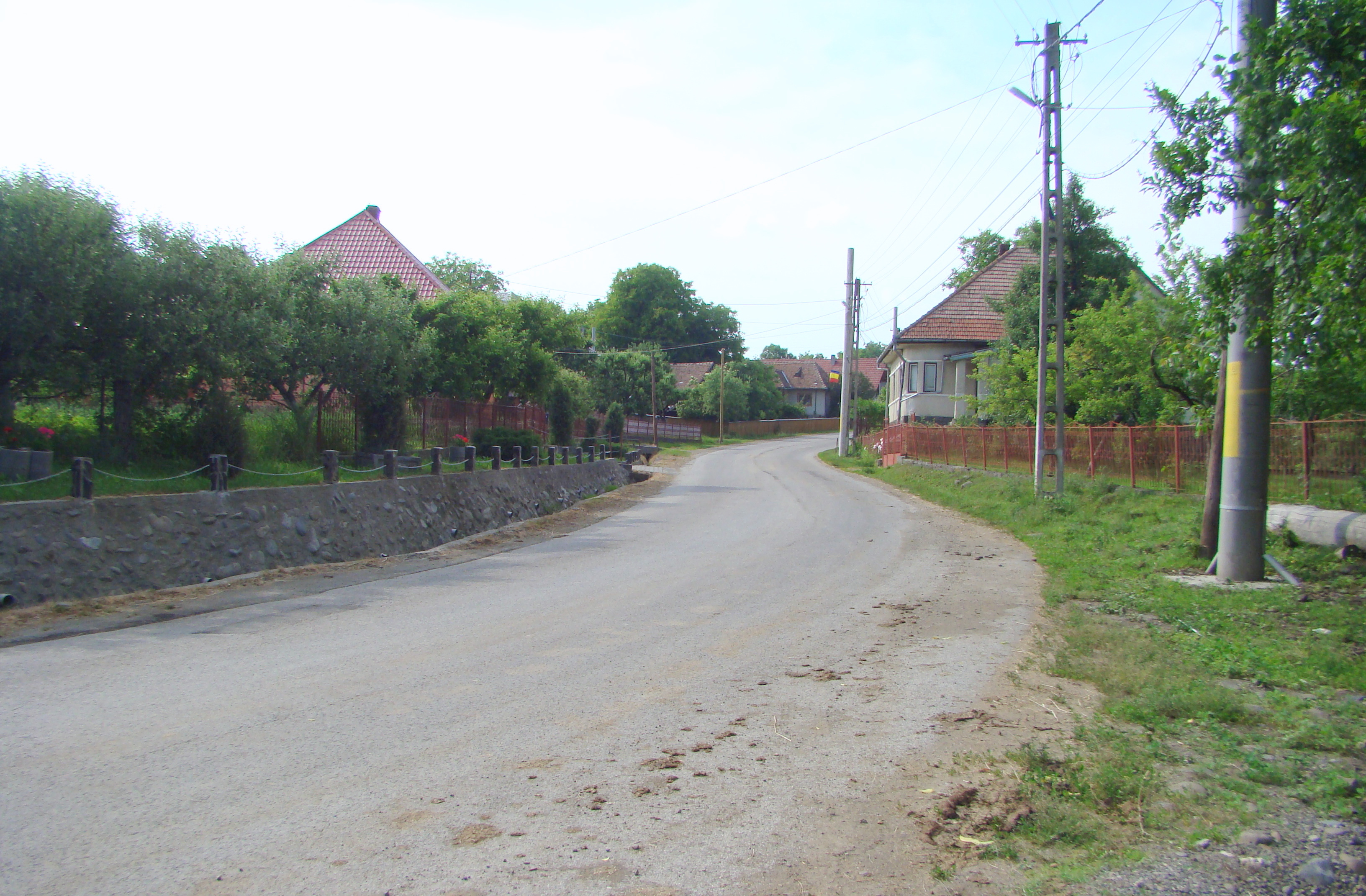
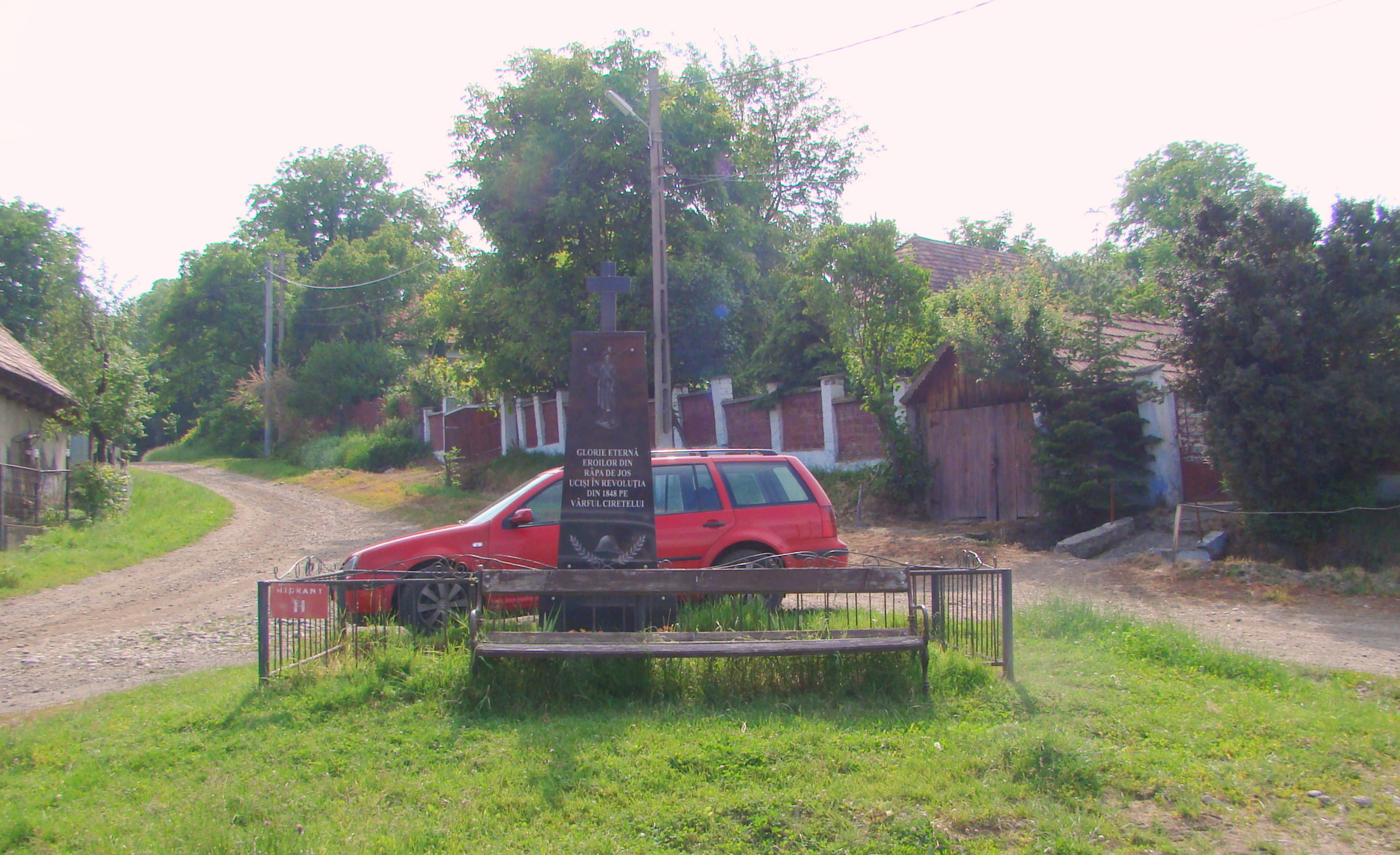
Monumentul eroilor